# Paciente de Lyon
Paciente (Lyon, siglo V - siglo V) fue el vigésimo obispo de Lyon en la segunda mitad del siglo V, venerado como santo por la Iglesia católica.

## Hagiografía
En el catálogo episcopal lionés más antiguo, contenido en un evangelio de mediados del siglo IX y escrito alrededor de los años 799-814, el nombre del obispo Paciente (Paciens o Patiens) aparece en el puesto 20 entre San Euquerio, fallecido el 16 de noviembre de 449 y San Lupicino, quien llevó a cabo su ministerio en una época anterior al 494/495. Es en este período de tiempo que Paciente realiza su episcopado en Lyon, en la segunda mitad del siglo V.
No se sabe nada de la vida de Paciente antes de su episcopado, que muy probablemente comenzó en 450. Lo que se sabe de su ministerio se debe a las cartas de Sidonio Apolinar, con quien Paciente tuvo un intercambio epistolar, después de convertirse en obispo de Auvernia en 469/470.
Paciente fue responsable de la construcción de la iglesia de los Santos Apóstoles, luego dedicada a San Nicezio, consagrada entre 469 y 471; en esta ocasión Sidonio Apolinar compuso un poema epigráfico. A Paciente se le atribuye, quizás erróneamente, la construcción de otras iglesias, y especialmente la reconstrucción de la iglesia de San Esteban y el baptisterio de San Juan. En la correspondencia de Sidonio Apolinar, Paciente es recordado por su gran caridad y su devoción a los pobres. Durante una hambruna, entre 472 y 475, trajo trigo a través del Ródano y el Saona para alimentar a la población.
Paciente también estuvo presente en algunos ayuntamientos de la época. Hacia el 470 intervino en el concilio que debía resolver la espinosa cuestión de la elección del obispo de Chalon; Paciente consagró al nuevo obispo Juan de Chalon. En 474 o 475 un concilio celebrado en Arlés condenó al sacerdote Lucido de Riez, defensor de ideas heterodoxas sobre la predestinación: el nombre de Paciente aparece en la carta sinodal en el sexto lugar entre Mamerto de Vienne y Verano de Vence. Un concilio celebrado en Lyon hacia el 475, y cuyos actos se han perdido, condenó otros errores de Lucido; en esta ocasión Paciente presentó a la asamblea conciliar una composición teológica de su titulada Dogmata ecclesiastica. También se atribuyen algunas homilías a Paciente, con el beneficio de la duda.
En las cartas de Sidonio Apolinar no se menciona la muerte de Paciente ni siquiera su sucesor; por tanto, es probable que el obispo de Lyon muriera después de Sidonio Apolinar, en una época entre 480 y 494.

## Veneración
El testimonio litúrgico más antiguo del obispo Paciente se encuentra en el Martirologio geronimiano (siglos V-VI), donde se sitúa su celebración el 11 de septiembre. Del martirologio geronimiano, su conmemoración pasó al martirologio romano elaborado por Baronio. El martirologio de hoy, reformado según los decretos del Concilio Vaticano II, recuerda al santo obispo con estas palabras:

En Lyon, de la Galia, san Paciente, obispo, que, movido por la caridad, distribuyó gratuitamente alimentos por todas las ciudades a orillas del Ródano y del Saona, ayudando a los pueblos oprimidos por el hambre y ejerciendo el apostolado por doquier, para conversión de herejes y cuidado de los necesitados (c. 480).
Martirologio Romano